# Fhop Music
FHOP Music é um ministério brasileiro de música cristã contemporânea, ligado à Florianópolis House of Prayer (FHOP), uma casa de oração localizada em Florianópolis, Santa Catarina. 
Fundado em 2014, o grupo tem um estilo voltado para a adoração congregacional, com influências do movimento de oração e intercessão. Ganhou notoriedade com canções como "Ruja o Leão" e "Colossenses e Suas Linhas de Amor", amplamente utilizadas em igrejas no Brasil. Em 2024, o álbum A Boa Parte alcançou 1 milhão de reproduções no Spotify em apenas oito dias, consolidando o FHOP Music como um dos principais nomes da adoração no país.

## História

### 2014–15: Fundação
A FHOP Music surgiu em 2014 como o ministério de louvor da Florianópolis House of Prayer (FHOP), uma casa de oração localizada em Florianópolis, Santa Catarina. O projeto foi fundado por Dwayne Roberts e Jennifer Roberts, ex-integrantes da International House of Prayer (IHOPKC), em Kansas City. A missão da FHOP era estabelecer um ambiente de oração e adoração contínua no Brasil, influenciando a igreja local e nacionalmente.
Desde o início, a música desempenhou um papel central na identidade da FHOP. Os primeiros integrantes do ministério de louvor eram músicos e intercessores comprometidos com a rotina de turnos de adoração e oração, seguindo o modelo do movimento de casas de oração internacionais.

### 2016–19: Primeiras gravações e crescimento
Em 2016, a FHOP Music lançou seu primeiro álbum ao vivo, Nossa Adoração (Ao Vivo na Sala de Adoração), marcando o início da produção musical do ministério. O álbum continha canções espontâneas e de adoração corporativa, refletindo o ambiente vivido na casa de oração.
Nos anos seguintes, a FHOP Music consolidou sua identidade e lançou canções que passaram a ser amplamente cantadas em igrejas brasileiras. Durante esse período, músicas como Ruja o Leão e Colossenses e Suas Linhas de Amor se destacaram, trazendo uma abordagem teologicamente rica e influenciada pelo estilo worship de grupos como IHOPKC, Bethel Music e Hillsong Worship.

### 2020–23: Expansão e reconhecimento nacional
Durante a pandemia de COVID-19, a FHOP Music ampliou seu alcance por meio das plataformas digitais. Transmissões ao vivo de adoração e conteúdos devocionais fortaleceram a conexão do ministério com um público cada vez maior. O grupo lançou novos álbuns e EPs que reforçaram sua influência no cenário de música cristã no Brasil.
Nessa fase, a FHOP Music intensificou sua participação em conferências e eventos, consolidando sua identidade como um ministério de louvor que combina música e intercessão. As músicas da FHOP passaram a ser gravadas por outras igrejas e ministérios, expandindo seu impacto além dos limites da própria casa de oração.

### 2024–presente: A Boa Parte e novos projetos
Em 2024, a FHOP Music lançou A Boa Parte, um álbum ao vivo com nove faixas autorais e participações especiais de Nívea Soares, Gabi Sampaio e Rafael Bicudo. O projeto alcançou 1 milhão de reproduções no Spotify em apenas oito dias, tornando-se um dos lançamentos mais expressivos da história do ministério.
O álbum trouxe canções que reforçam a centralidade de Cristo e a busca por um relacionamento profundo com Deus. A recepção positiva do público confirmou a relevância da FHOP Music no cenário da música cristã no Brasil.
Atualmente, a FHOP Music segue ativa na composição e gravação de novas músicas, mantendo seu compromisso com uma adoração bíblica e sincera, alinhada à visão da Florianópolis House of Prayer.

## Discografia

### Álbuns
- 2016: Nossa Adoração
- 2018: Grandes Feitos
- 2019: Batendo a Porta
- 2023: Orais - Momentos
- 2023: Infindável
- 2024: A Boa Parte
- 2025: Meia Noite

### EPs
- 2017:Onething (Acústico)
- 2018: Dia e Noite (Live)
- 2018: Sem Cessar (Ao Vivo)
- 2018: Até que Ele Venha (Ao Vivo)
- 2018: Em Majestade
- 2020: Moments
- 2020: Espontâneos Salmos
- 2020: Espontâneos Parábolas
- 2022: Batendo à Porta (Acústico)
- 2022: Eita! Mesma Língua, Diferentes Sotaques

## Prêmios e indicações
| Ano  | Prêmio                                | Categoria     | Resultado | Ref.  |
| ---- | ------------------------------------- | ------------- | --------- | ----- |
| 2024 | Prêmio Multishow de Música Brasileira | Gospel do Ano | Indicado  | [ 9 ] |